# Скрижаль Ісіди

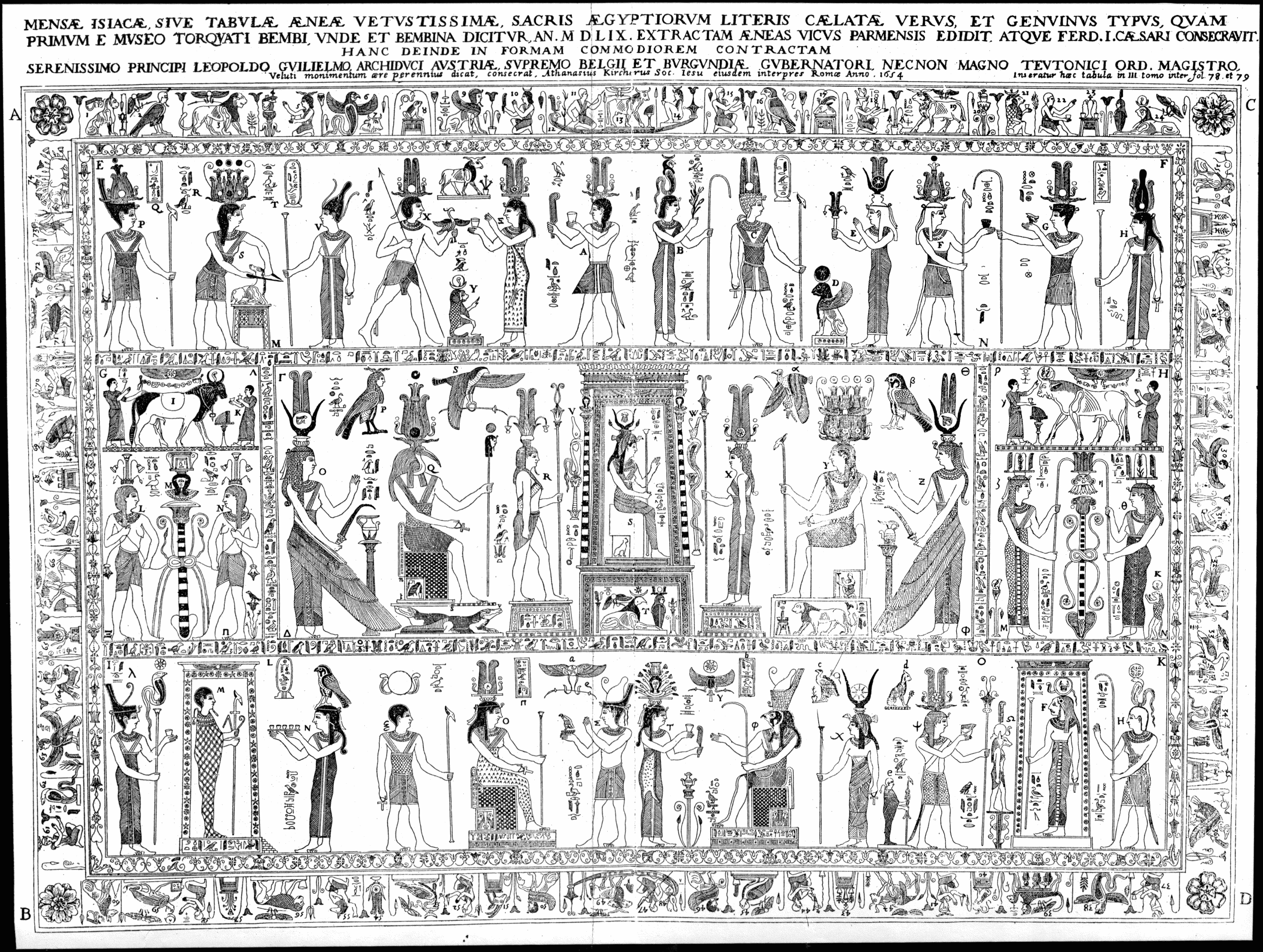
Скрижаль Ісіди у книзі «Едіп Егіпетський» (1655) Афанасія Кірхера

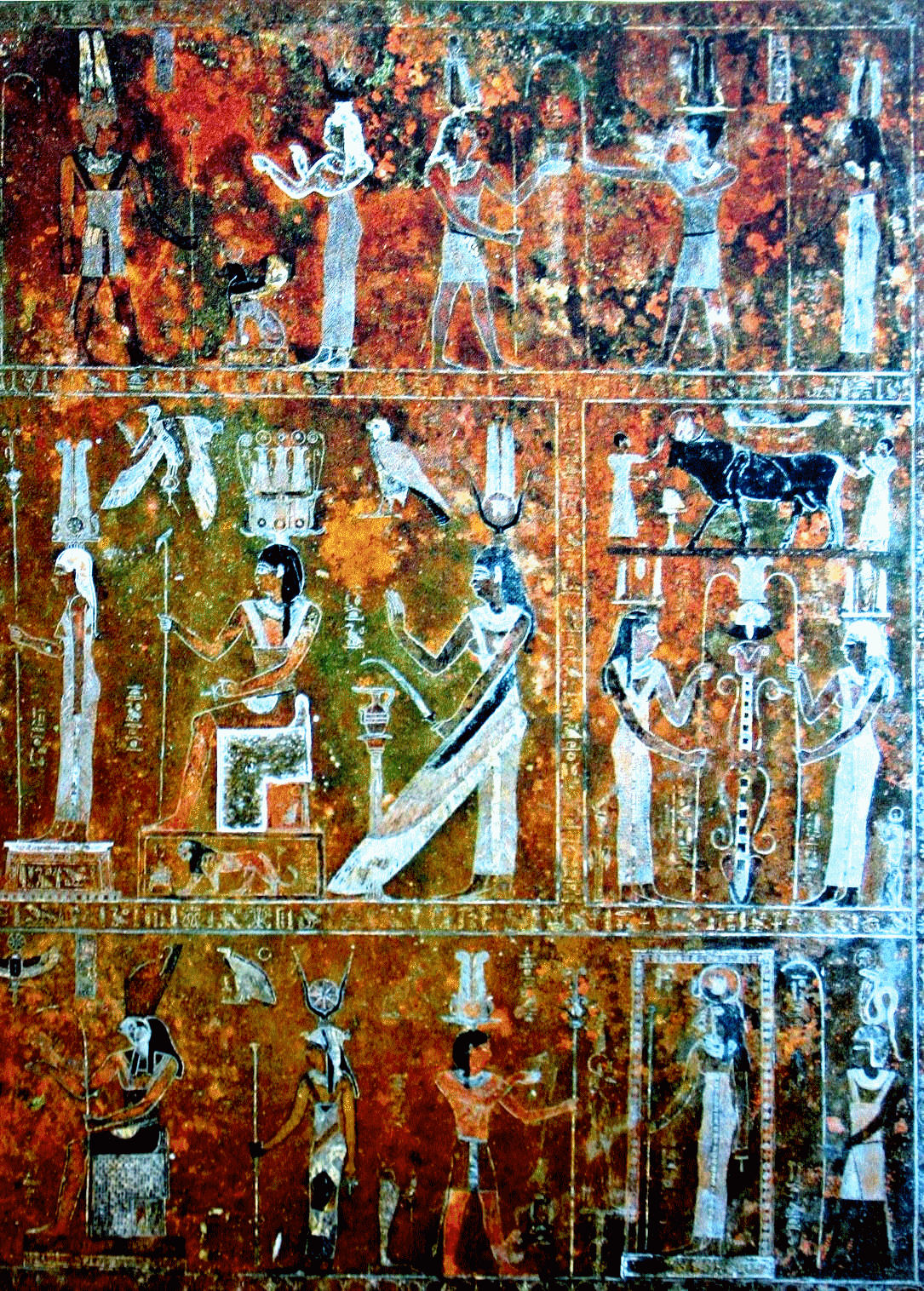
Скрижаль Ісіди (фрагмент)

Бембінська табличка, Бембінський стіл Ісіди або Mensa Isiaca (дошка Ісіди), табличка Бембо — це вишукана бронзова дошка або табличка з емаллю та срібною інкрустацією, швидше за все римського походження, але імітує давньоєгипетський стиль. Її назвали в епоху Відродження на честь кардинала Бембо, відомого антиквара, який придбав її після пограбування Риму в 1527 році. Після її використовували антиквари, щоб проникнути в значення єгипетських ієрогліфів, які не були достовірно розшифровані до XIX століття. Завдяки цим помилковим уявленням дошка стала важливою для західних езотеричних традицій.

## Походження та конструкція
Зараз вважається, що дошка має римське, а не єгипетське походження, і датується деяким часом першого століття нашої ери. Мало що відомо про її подальшу історію до моменту пограбування Риму в 1527 році, коли кардинал Бембо придбав її в певного слюсаря чи залізного майстра, до чиїх рук вона потрапила. Після смерті Бембо в 1547 році табличку придбали правителі Мантуї Гонзага, і вона залишалася в їх музеї до захоплення міста в 1630 році військами Фердинанда II. Потім вона проходила через різні руки до завоювання Францією Італії в 1797 році. Олександр Ленуар згадував у 1809 році, що він був на виставці в Національній бібліотеці Франції. Після повалення Наполеона її повернули до Італії, щоб зробити центральним експонатом нинішнього Музею Егіціо в Турині, де вона і залишилася.
Дошка була зроблена з бронзи з емаллю та інкрустацією сріблом, фігури вирізані дуже неглибоко, а контури більшості з них окреслені тонким срібним дротом. Основи, на яких сиділи фігури, були покриті сріблом, пізніше відірвані, і ці секції залишилися порожніми на вигравіруваному відтворенні вище. Це важливий приклад стародавньої металургії, його поверхня прикрашена різноманітними металами, зокрема сріблом, золотом, мідно-золотим сплавом і різними недорогоцінними металами. Одним із використовуваних металів є чорний, який виготовляється шляхом сплаву міді та олова з невеликою кількістю золота та срібла, а потім «протруювання» його в органічній кислоті. Цей чорний метал, можливо, є різновидом «коринфської бронзи», описаної Плінієм і Плутархом.

## Тлумачення

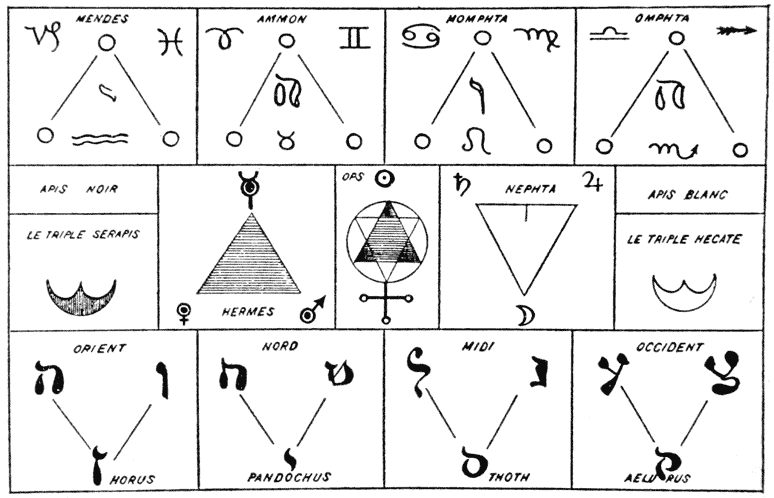
Ключ Еліфаса Леві до скрижалі Ісіди

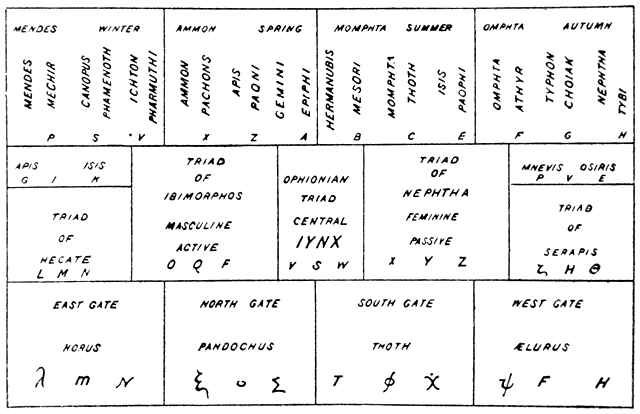
Ключ Вільяма Вінна Весткота до скрижалі Ісіди

Хоча сцени є єгипетськими, вони не зображують єгипетські обряди. Фігури зображені з нетрадиційними атрибутами, що робить незрозумілим, хто є божествами, а хто є королями чи королевами. Єгипетські мотиви використані без рими та причини. Однак центральна фігура впізнається як Ісіда, що свідчить про те, що дошка походить з якогось римського центру її поклоніння.
Одним із перших вчених, які вивчали дошку, був П'єріо Валеріано Больцані, який, можливо, бачив її до того, як про неї стало відомо після пограбування 1527 року. Його Hieroglyphica sive de sacris Aegyptiorum litteris commentarii, здається, було складено раніше, хоча було опубліковано набагато пізніше. Робота охоплювала всю сферу значення ієрогліфів, але їй бракувало наукової строгості антиквара Лаврентія Піноріуса (1571—1631), чиї Characteres Aegyptii, hoc est Sacrorum, quibus Aegyptii utuntur, simulachrorum accurata delineatio et explicatio 1608 року досліджують походження таблички як археологічного об'єкта. Уникаючи тлумачення значення, автор висловлював сумніви щодо того, чи зображення взагалі мають сенс, у чому він згодом був прав.
Пізніше в XVII столітті вчений-єзуїт Атанасій Кірхер у книзі «Едіп Егіпетський» (1652) використовував дошку як першоджерело для розробки своїх перекладів ієрогліфів, які, як відомо, зараз є неправильними. Його книга стала джерелом для англійського лікаря та філософа сера Томаса Брауна, який у своїй промові «Сад Кіра» (1658) згадує «фігури Ісіди та Осіріса та духів-покровителів у дошці Бембіна». Дослідники порівняльної релігії сімнадцятого століття, такі як Кірхер і Браун, намагалися примирити мудрість античності з християнством, дошка Бембіна була інтерпретована як носій такої синкретичної думки; таким чином Браун пропонує у своїй промові: «Хоч той, хто розглядає…… хрест, встановлений на глечику, що розливає потоки води у дві ванни, з бризкаючими гілками в них, і все це описано на вівтарі з двома ногами, як в ієрогліфах мідної Дошки Бембуса навряд чи відкине будь-яку думку про християнське значення в них».
Припущення Кірхера були використані декількома окультистами, включаючи Еліфаса Леві, Вільяма Вінна Весткота та Менлі П. Холла, як ключ до тлумачення «Книги Тота» або Таро. Письменник-платонік Томас Тейлор навіть стверджував, що ця табличка утворювала вівтар, перед яким стояв Платон, коли отримував посвяту в підземному залі у Великій піраміді Гізи. 
Відповідно до консенсусу сучасних науковців, Mensa Isiaca була виготовлена в другій половині першого століття нашої ери в Римі, можливо, як декоративний виріб для місцевого культу Ісіди. Художник, який зовсім не розумівся на ієрогліфах, ніби використовував частини справжнього тексту греко-римського періоду; змінюючи знаки та спотворюючи частини тексту, це призводило до незрозумілого, суто декоративного твору, з якого можна розпізнати лише кілька знакових груп.